# Isla de Asalchi
Isla de Asalchi é uma das 33 “ilhas” do Salar de Uyuni, que é o maior deserto de sal do mundo, e que fica localizado no Departamento de Potosí e no Departamento de Oruro, no sudoeste da Bolívia.
É considerado uma ilha por constituir-se numa pequena elevação de terra, cercada de sal por todos os lados.
Em 2013, a Isla de Asalchi ganhou as manchetes após 3 jovens que ficaram perdidas no Salar de Uyuni serem encontradas e resgatadas nesta ilha.